# Essential Mixes
Essential Mixes är ett remixalbum av Kylie Minogue. Det utgavs den 20 september 2010.

## Låtlista
1. "Confide In Me" (Phillip Damien Mix) – 6:26
2. "Put Yourself In My Place" (Driza-Bone Mix) – 4:49
3. "Where Is The Feeling?" (Felix Da Housekat Klubb Feelin Mix) – 10:49
4. "Did It Again" (Trouser Enthusiasts' Goddess Of Contortion Mix) – 10:22
5. "Some Kind of Bliss" (Quivver Mix) – 8:39
6. "Breathe" (Sash! Club Mix) – 5:22
7. "Too Far" (Brothers In Rhythm Mix) – 10:22
8. "Confide In Me" (Justin Warfield Mix) – 5:26
9. "Breathe" (TNT's Club Mix) – 6:44